# Kerochariesthes holzschuhi
Kerochariesthes holzschuhi là một loài bọ cánh cứng trong họ Cerambycidae.